# Fernand Mertens
Fernand Mertens (Leuven, 29 februari 1872 – Bettembourg, 9 juli 1957) was een Belgisch componist, muziekpedagoog, dirigent en kornettist. Hij was van 10 kinderen de jongste zoon in een arbeidersfamilie.

## Levensloop
Mertens studeerde aan het Koninklijk Vlaams Conservatorium Antwerpen en aan het Koninklijk Conservatorium Gent en werd in 1890 lid van een militaire muziekkapel van het Belgische leger. In 1897 vertrok hij naar het Groothertogdom Luxemburg en werd lid van de Musique militaire grand-ducale (Lëtzebuerger Militärmusek). De Harmonie Municipale de Dudelange koos hem in 1901 tot zijn dirigent en in 1903 werd hij eveneens dirigent van het harmonieorkest in Hollerich. Vanaf 1906 was hij docent aan het Conservatoire de musique de la Ville de Luxembourg in Luxemburg; tot zijn leerlingen behoort Helen Buchholtz. Drie jaar later werd hij als opvolger van Gustav Kahnt dirigent van de Musique militaire grand-ducale (Lëtzebuerger Militärmusek) en bleef in deze functie tot zijn pensionering in 1937. Zijn opvolger was Pol Albrecht. Hij leefde vervolgens teruggetrokken in Bettembourg.
Als componist schreef hij vooral werken voor harmonieorkest, maar ook een mis, een cantate, liederen en werken voor muziektheater (operettes en toneelmuziek).

## Trivia
In Bettembourg is een straat, de Rue Fernand Mertens naar hem vernoemd.

## Composities

### Werken voor harmonieorkest
- 1923 Elegie
- 1930 Sonnerie nationale
- America-Luxembourg, mars
- Andréiana (Fantaisie André Duscher)
- Art et travail, mars
- Befreiungsmarsch
- Beloil Luxembourg, mars
- BeNeLux, mars
- Bettembourg, Reine des Prés, mars
- Chrysantème, fantasie
- D'Kadette vun der Sprëtz, mars
- D'Wonner vu Spéisbéch, fantasie
- De Scholtschäin
- Dicks ouverture
- Dicksiana
- Ettelbruck, Porte des Ardennes, mars
- Gloire aux Caves St.Martin, processiemars
- Grande-Duchesse Charlotte Marsch
- Jeanne d'Arc, mars
- Kempische taferelen, suite
  1. Morgen
  2. Kermis
  3. Klompendans
  4. Taptoe
- Le Chef de Compagnie, mars
- Lëtzebuerger Zaldotemarsch - Marche des soldats luxembourgeois
- Lëtzebuerg de Lëtzebuerger, mars
- Lëtzebuerg Rousestad
- Loven Boven, mars
- Marche des Anciens Combattants
- Marche fédérale
- Marche folklorique luxembourgeoise
- Mater Christi, processiemars
- Möllerdal (Mëllerdall), ouverture
- Notre Dame de Luxembourg, processiemars
- Onst Lisely, mars
- Op jacht (A la chasse), ouverture
- Prince Jean Marsch
- Princesse Josephine-Charlotte Marsch
- Salut à Differdange, mars
- Scènes luxembourgeoises, in vijf delen
- Solo pour Trombone, voor trombone en harmonieorkest
- Souvenir de Mons, mars
- Souvenir de Tournai, mars
- Souvenirs de Givet, mars
- Spaans bloed, fantasie
- Suite idyllique, suite
- Variations symphoniques faciles

### Missen en andere kerkmuziek
- 1950-1951 Mis ter ere van Onze-Lieve-Vrouw van Luxemburg, voor gemengd koor, orgel en orkest
- Ons léif Fra vu Lëtzebuerg (Onze-Lieve-Vrouw van Luxemburg), lied
- Mutter der Liebe, lied

### Muziektheater

#### Operettes
| Voltooid in | titel                                                                     | aktes       | première                    | libretto                            |
| ----------- | ------------------------------------------------------------------------- | ----------- | --------------------------- | ----------------------------------- |
| 1918        | E Mammenhierz                                                             | 4 bedrijven | 1918, Luxemburg             | Willy Dumont                        |
| 1921        | Petite Evelyne of D'Wonner vu Spéisbësch of: Le Miracle de la Toison d’Or |             | 5 maart 1921, Luxemburg     | Jean-Baptiste Weber                 |
| 1922        | Le Miracle de la Mare-au-Pré, nieuwe versie van Petite Evelyne            |             | 30 januari 1922, Brussel    | Jean-Baptiste Weber                 |
| 1931        | T'Wonner fu spe'sbech D'Wonner vu Spéisbësch                              | 4 bedrijven | 29 november 1931, Luxemburg | Jean-Baptiste Weber                 |
| 1933        | Am Pyjama                                                                 | 1 akte      | 1933, Luxemburg             | Nikla, pseudoniem van Willy Goergen |
|             | Eng Schwéiermamm samen met: Merzig                                        | 3 bedrijven |                             | Edouard Joris                       |

#### Toneelmuziek
- 1924 Gehânskuenkelchen, treurspel met zang in 1 akte op tekst van Willy Dumont
- Aarm a Reich, muziek voor het toneelstuk in 2 bedrijven van Willy Goergen
- D'Schmattslisy, muziek voor het toneelstuk in 3 bedrijven van Max Goergen
- Ons Hemecht, muziek voor het toneelstuk in 3 bedrijven van Max Goergen

### Vocale muziek

#### Cantates
- Michel Rondange Kantate, voor mannenkoor en piano - tekst: Jean-Baptiste Weber